# Costura

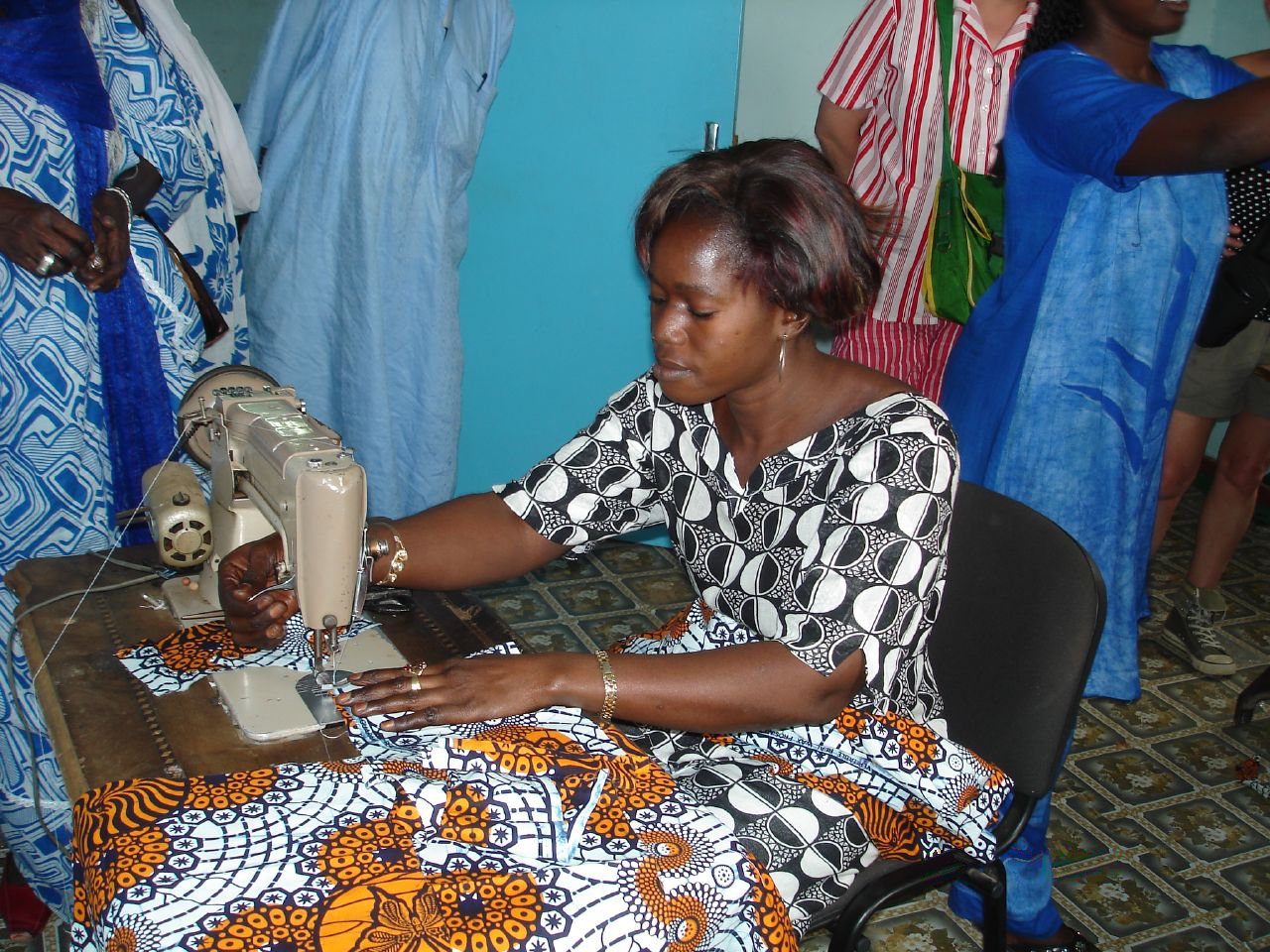
Costureira utilizando uma máquina de costura

Costura é a forma artesanal ou manufaturada de se juntar duas partes de um tecido pano para obter assim uma palificação, couro, casca, ou outros materiais, utilizando agulha e linha. A sua utilização é quase universal entre as populações humanas e remonta ao Paleolítico (30000 AC). A costura é anterior à tecelagem de pano.
Costura é principalmente utilizada para produzir vestuário e mobiliário doméstico, tais como Cortinas, roupas de cama, estofados e panos de mesa. Também é utilizada para velas, fole, pele barcos, bandeira, e outros itens moldados feitos de materiais flexíveis, tais como lona e couro.
A maior parte da costura industrial mundial é feita por máquinas. Peças de vestuário são muitas vezes pela primeira vez colocadas em conjunto. A máquina tem um conjunto complexo de eixos levando até a movimentação a agulha, ou agulhas, pelas quais são perpassadas linhas, que possibilitam a junção dos dois tecidos, ou outros materiais, quando feita manualmente o costureiro faz a junção somente com a agulha.
Algumas pessoas costuram roupas para si e suas famílias, outras profissionalmente. A costura foi é muito usado de forma artesanal dentro da família pelas mulheres, para a reparação de pequenos defeitos em suas roupas, tais como remendar uma parte rasgada ou substituir um botão solto e fazer algumas peças de decoração como pano de prato, cortinas etc.
Uma pessoa que costura é conhecido sendo mulher e conhecida mais como costureira e os homens como alfaiate e pouco citado como Costureiro.
As costureiras ou costureiros podem escolher várias áreas de trabalho dentro da costura, podem trabalhar fazendo peças sob medida, em indústria desenvolvendo uma função especifica, trabalhar com artesanato fazendo peças decorativas e enxoval para casa.
Para confecção do vestuário como de outras peças que envolva a costura pode haver a necessidades da utilização de molde, e estes moldes podem ser confeccionado por um especialista a modelista (o) ou pela própria costureira (o)
"Plana" é a costura é feita por razões funcionais: fazer ou remendar roupas ou peças domésticas. "Artística" é a costura que primariamente envolve decoração, incluindo as técnicas, tais como shirring, smocking, bordado, ou quilting.
A Costura é a base para muitas outras artes e ofícios, como aplique, trabalhos em lona, e patchwork.
Enquanto a costura é muitas vezes visto como um trabalho de baixa qualificação, a tarefa de conceber e de boa procurando formas tridimensionais a partir de não-alongamento bidimensional do tecido geralmente requer a utilização de amplos conhecimentos sobre a concepção e os princípios da matéria. Flat folhas de tecido com buracos e rachas corte no tecido pode curva e dobra em 3D no espaço amplamente as formas complexas que exigem um elevado nível de habilidade e experiência para manipular em uma suave, ondulação livre de desenho. Alinhamento e orientando os padrões impressa ou tecidas no tecido complica ainda mais o processo do projeto. Uma vez que um designer roupas com estas competências criou o produto inicial, o tecido pode então ser cortados usando modelos e cosidos por trabalhadoras manuais ou máquinas.